# Hapur
Hapur ist eine Stadt im nordindischen Bundesstaat Uttar Pradesh.
Hapur liegt in der nordindischen Ebene 55 km östlich von Neu-Delhi. Die Stadt ist Verwaltungssitz des Ende 2011 gegründeten gleichnamigen Distrikts.
Die nationalen Fernstraßen NH 24 (Ghaziabad−Moradabad) und NH 235 (Meerut−Bulandshahr) kreuzen sich bei Hapur. Die Stadt ist ein Bahnknotenpunkt mit Verbindungen nach Ghaziabad, Meerut, Bulandshahr und Moradabad.
Hapur besitzt als Stadt den Status eines Nagar Palika Parishad. Sie ist in 32 Wards gegliedert. Beim Zensus 2011 hatte Hapur 262.983 Einwohner.